# Син щит Интернешънъл
Син щит Интернешънъл (на английски: Blue Shield International) е международна неправителствена организация. Тя е наследник на основания през 1996 г. Международен комитет на Синия щит, който цели защитата на световното културно наследство от заплахи като въоръжени конфликти и природни бедствия. Описано като „културен еквивалент на Червения кръст, името му произлиза от символа на синия щит, използван за означаване на културни обекти, защитени от Хагската конвенция от 1954 г. за защита на културните ценности при въоръжен конфликт.
Син щит е тясна партньорска организация с ООН, мироопазващите органи на ООН и ЮНЕСКО и в сътрудничество с Международния комитет на Червения кръст.

## История
Резултатите след Втората световна война са големи щети и широко разпространена кражба на културно наследство в цяла Европа и Азия. За предотвратяването на това през 1946 г. е основана Организацията на Обединените нации за образование, наука и култура (ЮНЕСКО), нейната официалната цел е да насърчава мира, развитието и диалога чрез културен обмен и съхранение. По заповед на Нидерландия ЮНЕСКО помага за изготвянето и спонсорирането на Хагската конвенция за защита на културните ценности в случай на въоръжен конфликт. Той е първият широко ратифициран международен договор, който се фокусира изключително върху защитата на културните ценности при въоръжен конфликт, влиза в сила на 7 август 1956 г., като задължава страните да пазят културните ценности както в мирно време, така и по време на война.
Международният комитет на Синия щит (ICBS) е създаден през 1996 г. от четирите основни неправителствени организации за наследство, които представляват професионалисти, действащи в областта на архивите, библиотеките, паметниците и обектите и музеите:
- Международен съвет на архивите (ICA)
- Международен съвет на музеите (ICOM)
- Международен съвет за паметниците и обектите (ICOMOS)
- Международна федерация на библиотечните асоциации и институции (IFLA)

За по-нататъшна защита на наследството при случай на конфликт гласи Член 27.3 от Втория протокол от Хагската конвенция от 1999 г. изрично споменава Международния комитет на Синия щит като консултативен орган към Комитета за защита на културните ценности в случай на въоръжен конфликт. Четирите организации работят заедно, с цел да се подготвят и реагират в извънредни ситуации, които могат да засегнат културното наследство. През 2005 г. към тях се присъединява CCAAA (Координационен съвет на Асоциациите на аудиовизуалните архиви), който по-късно напуска, през 2012 г. Организациите основатели избират секретариат на организацията, който се праизбира веднъж на всеки три години помежду им. В периода 2009 – 2013 г. председател на Международния комитет на Синия щит (ICBS) е Жулиен Анфрунс.
През 2000 г. започват да се формират национални комитети за защита на културното наследство в своите страни. През 2006 г. в Хага (Нидерландия) се провежда конференция „Към солидна организация: Инфраструктура и осведоменост“, на която присъстват националните комитети и Международния комитет на Синия щит. На това събитие е подписано Хагското споразумение, създаващо Асоциацията на националните комитети на Синия щит (ANCBS), която да координира работата на националните комитети. ANCBS възникна официално през 2008 г. , неин първи председател е Карл фон Хабсбург. През това време той предприема редица мисии за намиране на факти в конфликтни страни, за да научи повече за щетите върху тяхното културно наследство.

Докато в много войни свободата на движение на персонала на ООН е значително ограничена поради опасения за сигурността, „Син щит“ се счита за особено подходяща поради своята структура да действа гъвкаво и автономно в наистина опасни въоръжени конфликти. Йорис Кила, историк на изкуството за „Син щит“ и „Център за компетентност за културно наследство“ към Виенския университет, го обобщава по следния начин:
| „ | „Юнеско и други институции смятат за твърде опасно да проверяват самите места в Либия, дали са повредени или не. Така че ние с Карл фон Хабсбург решихме, че трябва да го направим сами. Бяхме в Ras-Almergib, място точно до Leptis Magna, където беше унищожена радарна и противовъздушна отбранителна станция на войските на Кадафи, по-малко от 15 метри от римско укрепление, което е останало непокътнато. Древният обект е бил в нашия списък.“ | “ |

- Мисия на ANCBS за намиране на факти в Египет през 2011 г. Карл фон Хабсбург (в дясно)
- Мисия на ANCBS за намиране на факти в Египет с Карл фон Хабсбург през 2011 г.
- Първа мисия за оценка на „Син щит“ в Либия, проведена 28 – 30 септември 2011 г. Карл фон Хабсбург (в ляво), а Хафед Уалда (в дясно)

През 2016 г. Международен комитет на Синия щит (ICBS) и Асоциация на националните комитети на Синия щит (ANCBS) се сливат в Син щит Интернешънъл (BSI). Те изменят устава на ANCBS, и за да отразят тези промени регистрират седалището на организацията в Холандия. Тези промени са официално одобрени от Общото събрание на „Син щит“ във Виена през 2017 г.

Запазването на езика е и защита на културното наследство, както заявява Карл фон Хабсбург:
| „ | „Днес средно губим един език в света на всеки шест седмици. Има приблизително 6800 езика. Но четири процента от населението говорят 96 процента от езиците, а 96 процента от населението говори четири процента от езиците. Тези четири процента се говорят от големи езикови групи и следователно не са изложени на риск. Но 96 процента от езиците, които познаваме, са повече или по-малко изложени на риск. Трябва да се отнасяте към тях като към изчезнали видове“ | “ |

Специална грижа на „Син щит“ е защитата на културното наследство по време на военни мирни операции. 40 лектори и участници от САЩ, Дания, Ливан, Италия, Хърватия, Словакия и Австрия участват на „Форум на синята каска 2019“. Обсъден е опитът на американската армия, оперативният опит в Ирак и Афганистан и създаването на отделна италианска единица за културни ценности. Карл фон Хабсбург говори за необходимостта от защита на културните ценности не само по време и след конфликти, но и извън въоръжените конфликти.

## Състав
Син щит се формира от национални комитети по целия свят, координирани от Международен съвет – Син щит. Организацията е съставила списък с национални комитети на своя уебсайт.
Управителният съвет на „Син щит“ се формира от девет души. Има четирима представители, издигнати от ICA, ICOM, ICOMOS и IFLA. Общото събрание гласува и в четирима членове, които са се кандидатирали за избор от национални комитети. През 2017 г. избраните членове на борда са:
- Грузия – Манана Тевзадзе, преподавател в Държавния университет на Иля, консултант и член на ICOM и ICOMOS
- Южна Корея – Кидонг Бае, генерален директор на Националния музей на Корея, председател на ICOM ASPAC и почетен професор от университета Ханянг
- САЩ – Нанси Уилки, Уилям Х. Лейрд, професор по класика, антропология и свободни изкуства, емерита в колеж Карлтън в Нортфийлд
- Великобритания – Питър Г. Стоун, председател на ЮНЕСКО за културни ценности и мир, Нюкасълския университет и бивш секретар на ANCBS

Карл фон Хабсбург е назначен за първи председател на Син щит на Общото събрание през 2017 г., Питър Стоун за вицепрезидент и Манана Тевзаде е за секретар и временен касиер. На всеки три години в Общото събрание се назначава нов съвет.
В подкрепа на работата на Питър Стоун в защитата на културните ценности, Нюкасълския университет финансира първия щатен секретариат на организацията през 2017 г., състоящ се от един непълен и един щатен служител, това са: д-р Пол Фокс и д-р Ема Кунлиф.

## Мисия и области на дейност
„Син щит“ е мрежа от комитети на посветени личности по целия свят, която е: „ангажирана със защитата на световните културни ценности и се занимава със защитата на културното и природно наследство, материално и нематериално, в случай на въоръжен конфликт, природно или предизвикано от човека бедствие.“ (Член 2.1, Устав на Син щит 2016)
Основните цели на Син щит са изложени в член 2 от Устава на организацията от 2016 г., те са следните:
- Защита на културното и природно наследство – материално и нематериално – от последиците от конфликти и екологични бедствия.
- Насърчаване на ратифицирането, спазването и прилагането на Хагската конвенция от 1954 г. и нейните два протокола.
- Повишаване на осведомеността относно важността на опазването на наследството в извънредни ситуации.
- Насърчават и осигуряват подходящо обучение (за специалисти по наследство, въоръжените сили, други лица, реагиращи при извънредни ситуации, и тези, които участват в предотвратяването на незаконния трафик на разграбени предмети).
- Насърчава ангажирането на общността и участието в защитата на културните ценности.
- Насърчават сътрудничеството и между други съответни субекти, участващи в извънредни ситуации.

Работата на Син щит е подкрепена от международното право (по-специално Хагската конвенция от 1954 г. за защита на културните ценности в случай на въоръжен конфликт и нейните два протокола от 1954 и 1999 г., които се считат за част от международно хуманитарно право). В международното хуманитарно право, известния също като Закон за войната или Закон за въоръжените конфликти, е набор от правила, които по хуманитарни причини се стремят да ограничат въздействието на въоръжения конфликт върху хората и имуществото. Този основен контекст се информира и от редица други международни правни инструменти, от програмата за международна културна защита, установена от ООН и ЮНЕСКО, и от международни инициативи по отношение на екологичните бедствия, като например Сендайската рамка за намаляване на риска от бедствия. Въпреки че Хагската конвенция от 1954 г. и нейните два протокола се отнасят до културните ценности, като признават развитието на нашето разбиране за културата по света и различните начини, по които тя се проявява, Син щит се занимава с по-широката концепция за културното наследство.
Мисията и целите на Син щит се постигат чрез шест активни области на дейност. По отношение на защитата на културните ценности в случай на въоръжен конфликт и природни / причинени от човека бедствия, Сини щит работи в сферата на:
- Проактивна защита и готовност за риск.
- Аварийно реагиране.
- Стабилизиране, възстановяване след бедствие и дългосрочни / текущи дейности за подкрепа.
- Спазване на законодателството, политика и тяхното прилагане.
- Дейности за изграждане на капацитет и образование и обучение в подкрепа на областите на дейност на Синия щит.
- Координация – на членовете на Синия щит и с партньорски организации.

Син щит реализира тези области на дейност в следните национални и международни контексти:
- Допринасяне за разработването и изпълнението на планове и действия за проактивно планиране, реагиране при извънредни ситуации, стабилизация, възстановяване след бедствие и дългосрочни / текущи дейности за подкрепа на национално и международно ниво, координиране на подкрепата на засегнатите национални комитети от международната общност, както е поискано.
- Насърчаване и развитие на разбирането на международните закони, които са в основата на работата на Синия щит
- Допринасяне за разработването на политики във връзка с националните и международни програми за културна защита и насърчаване на тяхното прилагане.
- Разработване на политика за Синия щит и тълкуване и прилагане на национално ниво. Син щит признава, че нейната работа трябва да се тълкува в национален контекст, като се отчита националното законодателство и политика.
- Работа с партньори в подкрепа на дейности за изграждане на капацитет и разработване и предоставяне на материали за обучение и обучение в подкрепа на областите на дейност на Синия щит.
- Координиране на работата на националните комитети на Синия щит и националните / международните партньори. Син щит не работи изолирано. Международните партньори включват: ЮНЕСКО, ICA, ICOM, ICOMOS, IFLA и други международни организации за наследство; НАТО и други многонационални сили; и други международни организации, участващи в опазването на културните ценности. Националните партньори включват: правителствени ведомства, национални министерства на отбраната, звена за реагиране при извънредни ситуации и други национални организации, участващи в CPP, като национални комитети или клонове на ICA, ICOM, ICOMOS, IFLA и националните комисии на ЮНЕСКО.

Син щит официално възприема подхода от четири нива за защита на културните ценности в случай на въоръжен конфликт на своето Общо събрание през 2017 г., подчертавайки четирите подхода, които да реализират специалистите по наследство, когато се стремят да работят с въоръжени сили за защита на културните ценности. Син щит Интернешънъл се ангажира да предоставя обучение по защита на културните ценности за членовете на въоръжените сили по целия свят и изброява НАТО сред своите партньори. В допълнение към работата си с НАТО, през 2017 – 2018 г. те допринасят за обучението на националните въоръжени сили в Грузия, мироопазващи сили, разположени на Фиджи, и ръководят упражнения на международен семинар в Австрия.

## Лого
Международния комитет на Синия щит (ICBS) приема логото на Хагската конвенция от 1954 г., която обозначава културни ценности, които трябва да бъдат защитени, а за идентифициране на работещите за нейната защита – Син щит. Културната емблема е защитен символ, използван по време на въоръжени конфликти и използването му е ограничено съгласно международното право. За да се избегне объркване с емблемата, ANCBS приема нов символ, като взема емблемата на Конвенцията като символ на защитната си работа, но осветяват кралското синьо и го поставят в цианово син кръгъл фон. Страплинът на ANCBS е „Защита на световното културно наследство по време на извънредни ситуации“.
Когато ICBS и ANCBS се обединяват през 2016 г. е взето решение да се преработи, за да символизира новата организация „Син щит“. През 2018 г. официално е прието ново лого от Международния съвет на „Син щит“. Логото на Синия щит е емблемата на кралския син щит на Хагската конвенция от 1954 г., разположена в средносин кръг, символизираща както корените на Синия щит, така и фокуса върху Хагската конвенция и въоръжения конфликт, както и по-широката сфера, която обхваща днес. Като част от ребрандирането, Синият щит променя своята линия на „Защита на наследството в криза“.
Логото на Син щит се използва като видим знак за обозначаване на Международния съвет на организацията и показва официално регистрираните национални комитети на Син щит по целия свят. Той трябва да се използва за повишаване на видимостта на името и логото на организация Син щит чрез свързване на нейното име и организация с дейностите на онези, с които работи.
- Логото на организацията, прието през 2018 г. от Международния съвет на „Син щит“, след сливането на ICBS и ANCBS.
- Международна отличителна емблема за защита на културните ценности, съгласно Хагската конвенция от 1954 година.
- Лого на Асоциацията на националните комитети на Синия щит (ANCBS)